# Autodromo Nazionale di Monza
Autodromo Nazionale di Monza – tor wyścigowy we Włoszech niedaleko miejscowości Monza (na północ od Mediolanu).
Na torze odbywa się Grand Prix Włoch Formuły 1.

## Charakterystyka
Tor charakteryzuje się długimi prostymi, przez co umożliwia osiąganie wysokich prędkości (do około 360 km/h w Formule 1). Kierowcy Formuły 1 prowadzą bolid z maksymalnie otwartą przepustnicą przez około 76% czasu okrążenia, dłużej niż na innych torach.
Tor jest płaski, z niewielkimi różnicami poziomu jazdy pomiędzy drugim zakrętem Lesmo i Variante Ascari. Jednym z bardziej znanych zakrętów jest Curva Parabolica/Alboreto. Jest to długi 180-stopniowy prawy zakręt, który przechodzi w najdłuższą prostą toru – zarazem linię startu-mety.

## ZwycięzcyGrand Prix Włoch Formuły 1na torze Autodromo Natzionale Monza
| Sezon | Kierowca         | Zespół                    |        |
| ----- | ---------------- | ------------------------- | ------ |
| 2010  | Fernando Alonso  | Scuderia Ferrari          | Wyniki |
| 2011  | Sebastian Vettel | Red Bull Racing           | Wyniki |
| 2012  | Lewis Hamilton   | Vodafone McLaren Mercedes | Wyniki |
| 2013  | Sebastian Vettel | Infiniti Red Bull Racing  | Wyniki |
| 2014  | Lewis Hamilton   | Mercedes                  | Wyniki |
| 2015  | Lewis Hamilton   | Mercedes                  | Wyniki |
| 2016  | Nico Rosberg     | Mercedes                  | Wyniki |
| 2017  | Lewis Hamilton   | Mercedes                  | Wyniki |
| 2018  | Lewis Hamilton   | Mercedes                  | Wyniki |
| 2019  | Charles Leclerc  | Scuderia Ferrari          | Wyniki |
| 2020  | Pierre Gasly     | Scuderia AlphaTauri       | Wyniki |
| 2021  | Daniel Ricciardo | McLaren F1 Team           | Wyniki |
| 2022  | Max Verstappen   | Oracle Red Bull Racing    | Wyniki |
| 2023  | Max Verstappen   | Oracle Red Bull Racing    | Wyniki |
| 2024  | Charles Leclerc  | Scuderia Ferrari          | Wyniki |

## Historia

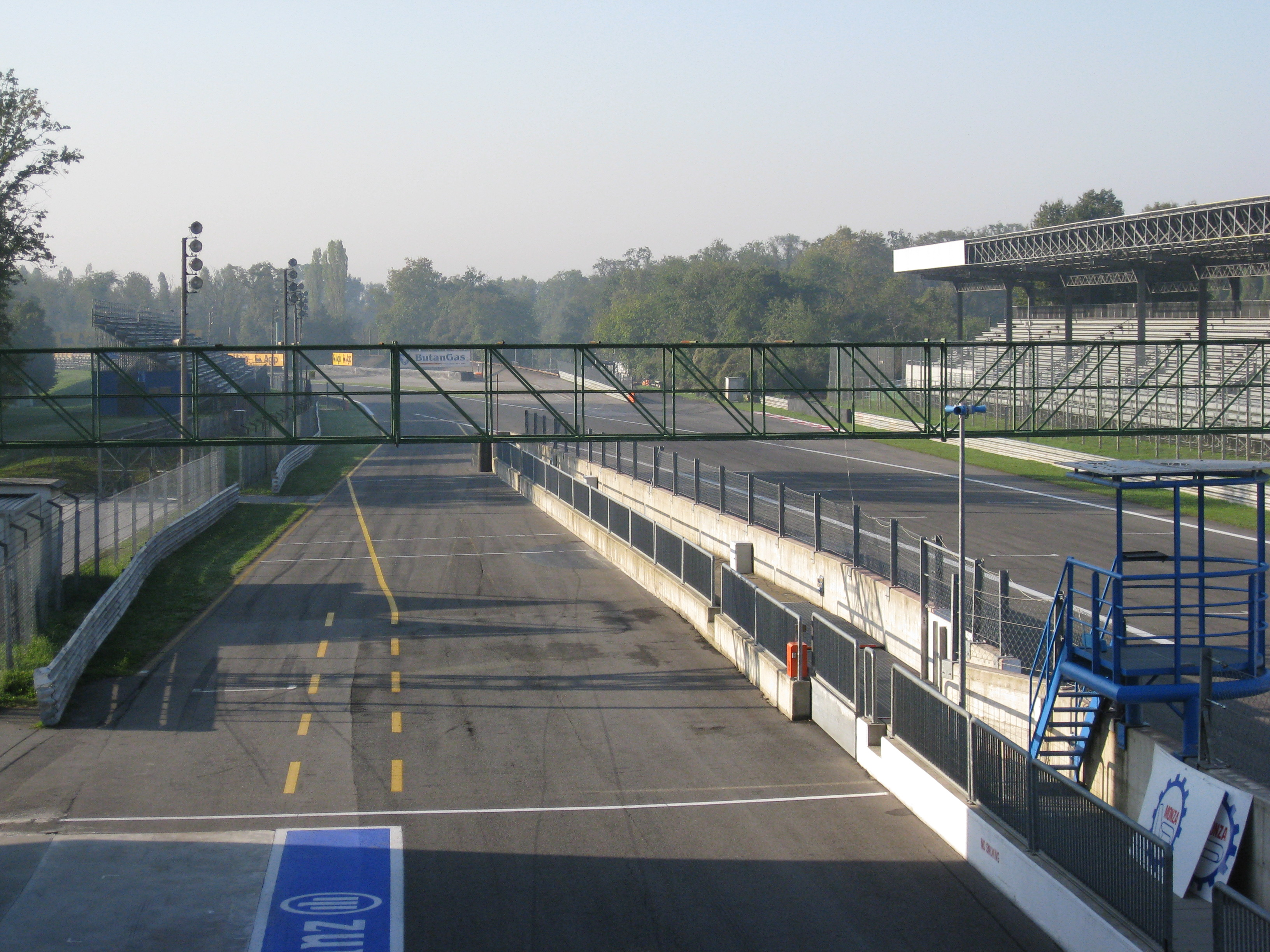
Autodromo Nazionale di Monza

Budowa toru rozpoczęła się w 1922 roku i została zakończona niecałe pół roku później. W budowie udział brało 3500 robotników, a otwarcie toru miało miejsce 3 września 1922. Był to trzeci (po Brooklands i Indianapolis) stały tor wyścigowy. Tor początkowo miał także część owalną, ale została ona wycofana z użytku w latach 60. XX wieku z powodu braku odpowiednich zabezpieczeń w tej części toru.
W 2019 roku kontrakt na organizację Grand Prix został przedłużony do 2024 roku.
W 2021 roku zakręt Parabolica zmienia nazwę na Alboreto.